# يهز الكلب (رواية)
البطل الأمريكي هي رواية من نوع الهجاء ونظرية المؤامرة صدرت في عام 1993 ثم أعيد إصدارها باسم يهز الكلب في عام 2004 وقد كتبها لاري بينهارت. تكهنت بأن عملية عاصفة الصحراء أعدت من أجل إعادة انتخاب جورج بوش الأب لولاية ثانية (أخذ إشاراته من حرب مارغريت تاتشر المماثلة في جزر فوكلاند) وفي الوقت نفسه تحليل لماذا كان الصراع شعبيا. شكل الكتاب الإلهام والأساس لفيلم عام 1997 ذيل الكلب.